# Novopávlivka (Sinélnikove)
Novopávlivka (en ucraniano: Новопавлiвка) es un pueblo ucraniano perteneciente al óblast de Dnipropetrovsk. Situado en el este del país, es parte del raión de Sinélnikove y centro del municipio (hromada) homónimo.

## Toponimia
El nombre del asentamiento en ruso es Novopávlovka (en ruso: Новопавловка).  

## Geografía
Novopávlivka se encuentra a orillas del río Solona, 16 km al sur de Mezhová y 165 km al este de Dnipró. 

## Historia
En el siglo XVII, en el lugar donde hoy se encuentra el pueblo existían cabañas de invierno de los cosacos de Zaporiyia. Tras la liquidación del Sich de Zaporiyia, se fundó aquí el asentamiento militar de Pávlovka. 
En la invasión rusa de Ucrania, la hromada de Novopávlivka fue alcanzada por bombas planeadoras rusas en febrero de 2025, lo que provocó incendios y destruyó edificios. Para abril de 2025, el Instituto para el Estudio de la Guerra evaluó que las fuerzas rusas estaban realizando un avance coordinado hacia Novopávlivka.

## Demografía
La evolución de la población de Novopávlivka entre 1886 y 2001 fue la siguiente:
| 3765                                                          | 5668 | 3758 | 3439 |
| (Fuente: Cities & Towns of Ukraine y UKRAINE: Größere Städte) |      |      |      |

Según el censo de 2001, la lengua materna de la mayoría de los habitantes, el 95,78%, es el ucraniano; y del 2,5%, el ruso.

## Infraestructura

### Transporte
El pueblo se encuentra en la carretera territorial T-04-28-